# Halodiplosis bassiae
Halodiplosis bassiae är en tvåvingeart som beskrevs av Fedotova 1994. Halodiplosis bassiae ingår i släktet Halodiplosis och familjen gallmyggor.
Artens utbredningsområde är Turkmenistan. Inga underarter finns listade i Catalogue of Life.